# Power transfer unit
Dans l'aviation, un Power transfer unit (littéralement unité de transfert de puissance) abrégé par son sigle PTU est un dispositif qui transfère la puissance hydraulique de l'un des systèmes hydrauliques d'un avion à un autre en cas de panne ou de désactivation du second système.
Le PTU est utilisé lorsque, par exemple, il y a une pression du système hydraulique droite mais aucune pression du système hydraulique gauche. Dans cet exemple, le PTU transfère la puissance hydraulique du système hydraulique droit au système hydraulique gauche. Un PTU se compose d'un moteur hydraulique couplé à une pompe hydraulique via un arbre. Comme la connexion est purement mécanique, il n'y a pas de mélange de fluide hydraulique entre les systèmes hydrauliques gauche et droit pendant le fonctionnement du PTU.

## Philosophie de conception
Les gros aéronefs de transport dotés de commandes de vol hydrauliques sont généralement équipés de plusieurs systèmes hydrauliques indépendants alimentés par une combinaison de pompes hydrauliques entraînées par moteur et entraînées électriquement. Plusieurs systèmes hydrauliques sont généralement nécessaires pour la redondance, où, par exemple, si un système tombe en panne ou perd du fluide hydraulique, un système survivant peut encore fournir une puissance suffisante pour que les systèmes critiques continuent de voler et d'atterrir en toute sécurité.
Sur les avions de ligne ou les jets d'affaires avec commandes de vol motorisées, il est typique d'avoir au moins deux unités de commande de puissance hydraulique (actionneurs) pour chaque surface de commande de vol critique - ce sont les gouvernails de profondeur et les ailerons. Seules deux sources peuvent être utilisées si une forme de réversion mécanique est présente (par exemple, le pilote peut encore piloter l'avion manuellement, mais avec quelques difficultés, via des liaisons mécaniques et des câbles en cas de perte de puissance hydraulique).
Sur les avions à commandes de vol électriques, au moins trois sources d'alimentation indépendantes sont nécessaires. Les spoilers et les volets sont quant à eux considérés comme des commandes de vol secondaires et ne peuvent avoir qu'une seule source d'alimentation hydraulique, à condition que la commande de vol puisse être déployée symétriquement.
De même, le train d'atterrissage, les freins et la direction de la roue avant sont des systèmes qui ne sont pas considérés comme critiques pour le vol, et par la suite, ils ne sont généralement alimentés que par un seul système hydraulique sur un avion de ligne ou un jet d'affaires.
Lorsqu'un outil de l'aéronef est alimenté par un seul système hydraulique, les PTU deviennent bénéfiques en permettant à une seule source d'énergie, par exemple une pompe alimentée par un moteur survivant, d'alimenter plus d'un système hydraulique si la source d'énergie de ce système est en panne. Les PTU ne fonctionnent qu'à la condition que le système n'ait pas été perforé et perdu son fluide, car ils ne permettent pas le transfert de fluide, seulement le transfert du travail mécanique.
Par exemple, sur la conception originale de l'Airbus A320, l'hydraulique du train d'atterrissage (extension / rétraction, freins et direction) était uniquement alimentée par le système vert (à gauche), alimenté par la pompe entraînée par le moteur gauche. En cas de panne du moteur bâbord pendant le décollage, le train d'atterrissage ne pourrait pas se rétracter car il n'y a pas de motopompe auxiliaire dans le circuit hydraulique vert d'un A320. (Les A320 modernes ont la direction de la roue avant alimentée par le système jaune.)
Le PTU résout ce problème en permettant un couplage mécanique rotatif entre les deux systèmes, de sorte que la pompe entraînée par le moteur pour le système jaune (à droite) sur le moteur tribord, qui est surdimensionnée pour une demande hydraulique normale, peut déverser l'excès de puissance dans le système vert, via le PTU, et permettre à la rétraction du train d'atterrissage motorisé de continuer, tout en maintenant la pression hydraulique sur les commandes de vol du système vert.
Assurer la rentrée du train d'atterrissage en cas de panne est une assurance potentielle fournie par un PTU. En variante, le concepteur peut choisir de confier ce rôle à une seconde pompe à moteur électrique si un PTU n'est pas souhaitée. Une motopompe supplémentaire peut cependant être plus lourde qu'un PTU, et des études commerciales complexes peuvent favoriser l'une ou l'autre option, en fonction des cas de défaillance que vous envisagez et de l'importance du poids dans le compromis.

## PTU unidirectionnels et bidirectionnels
Sur l'Airbus A320, le système jaune peut alimenter le système vert, mais comme il est également bidirectionnel, en cas de panne du moteur tribord, le système vert peut aider à alimenter le système jaune en y déversant l'excès de puissance via le même mécanisme. Ceci est également connu sous le nom de PTU « réversible ».
Sur certains autres aéronefs, la direction de rotation du PTU, et par conséquent l'écoulement de fluide à travers lui, peut être conçue pour fonctionner dans une seule direction. Le jet d'affaires Citation X est l'un de ces avions avec un PTU unidirectionnel protégé par des clapets anti-retour et une ligne de décrochage à contre-pression, conçu pour permettre au système hydraulique droit d'aider le système hydraulique gauche et la pompe à moteur auxiliaire gauche à rétracter le train d'atterrissage lors d'une panne moteur bâbord uniquement.
Sur un autre avion encore, la fonction d'un PTU bidirectionnelle réversible peut être accomplie avec deux PTU unidirectionnels installés côte à côte disposés dans des orientations opposés l'un à l'autre. Le système hydraulique de l'hélicoptère CH-47 Chinook utilise de cette manière deux PTU unidirectionnels.

## PTU en ligne et à axe coudé
Les PTU hydrauliques ne sont essentiellement rien de plus qu'un moteur hydraulique couplé à une pompe hydraulique via un arbre, en tant que tels, conceptuellement, ils peuvent être tout type de moteur ou de pompe tel que des types à palettes, engrenages, à impulseur ou à piston en ligne, ou à cylindrée variable, types de pistons en ligne.
Bien que les PTU soient généralement jumelés à des moteurs / pompes à piston en ligne, dans des agencements à axe coudé ou droit.
Une pompe / moteur à piston en ligne à axe droit repose sur un plateau cyclique interne incliné pour entraîner les patins de piston de haut en bas autour de la glissière de piston interne de la pompe, lubrifiés par le fluide lui-même - ce type de PTU peut ressembler à deux cylindres boulonnés ensemble, avec un orifice d'entrée et de sortie à chaque extrémité. Un exemple de PTU en ligne à axe droit peut être trouvé dans le système hydraulique du Cessna Citation X.
Une pompe à piston en ligne à axe coudé fonctionne de la même manière, mais renonce au plateau cyclique incliné, au lieu de cela, tout le groupe rotatif est incliné pour réaliser le déplacement du piston. Un exemple de PTU en ligne à axe plié peut être trouvé sur le système hydraulique du Hawker 4000.
Dans d'autres représentations encore, un moteur ou une pompe à cylindre fixe à axe plié peut être accouplé à une pompe à moteur à cylindrée variable à axe droit, comme dans le cas du PTU Airbus A320.

## Mécanisme de fonctionnement et bruits distinctifs
Le mécanisme par lequel un PTU fonctionne est par surtension, les PTU démarrent automatiquement par pure influence mécanique résultant du delta-pression entre les deux systèmes hydrauliques auxquels il est connecté. Par conséquent, un PTU accélère très rapidement sous la charge induite par delta-P, puis s'arrête tout aussi brusquement une fois la pression égalisée. Chaque coup de bélier ne peut durer qu'une seconde, provoquant un mode de fonctionnement arrêt-démarrage.
Dans la pratique, cela se traduit par un « whoosh-whoosh » soudainement bobiné vers le haut et vers le bas, qui produit un bruit fort qui peut être comparé à un chien qui aboie. Les passagers qui ont volé sur l'Airbus A320 entendront fréquemment  « l'aboiement » du PTU, généralement lorsqu'un seul moteur est en marche, ou lorsque la pompe à moteur électrique du système jaune est la seule source d'énergie hydraulique active, le PTU est activé mécaniquement. Par conséquent, normalement, le PTU n'est entendu qu'au démarrage ou à l'arrêt. Il est très rarement entendu en vol, sauf en cas de déficit momentané de puissance lors de la rentrée du train ou en cas de panne hydraulique.
Dans la littérature Airbus, il est indiqué que le PTU « s'auto-teste » au démarrage. Cependant, le PTU ne contient aucune assistance de type moteur électronique et ne peut pas être commandé pour démarrer. Il ne démarre par lui-même que lorsque la pression hydraulique est présente. Cependant, les vannes d'arrêt activées par solénoïde peuvent isoler le PTU via un interrupteur à bouton-poussoir (pb / sw) dans le cockpit, mais cette fonction est rarement utilisée.